# أحمد الجفالي
أحمد بن عبد الله بن إبراهيم الجفالي (1 يناير 1924 - 20 يوليو 1994)، كان رجل أعمال وملياردير سعودي. ومؤسس شركة إبراهيم الجفالي وإخوانه، وهي أكبر شركة مملوكة للقطاع الخاص في المملكة العربية السعودية.
هو المؤسس الرئيسي للبنك المركزي السعودي، ومؤسسة النقد العربي السعودي، وعضو في المجلس الاستشاري الدولي لبنك تشيس، وعضو مجلس إدارة لمجموعة من الشركات بما في ذلك ولز فارجو، وآي بي إم (IBM).

## حياته
ولد أحمد الجفالي في مكة بتاريخ 1 يناير 1924، لعائلة ثرية من عنيزة. عائلة الجفالي هم أعضاء في قبيلة بنو خالد، حكام شرق الجزيرة العربية في أوائل القرن السادس عشر وحتى أواخر القرن التاسع عشر بعد الهزائم العسكرية ضد السعوديين.
كان أحمد ثالث أبناء الشيخ عبد الله بن إبراهيم الجفالي. والدته هي مضاوي بنت إبراهيم العبيد التي كانت مسؤولة عن تعليم أبنائها. وكان للشيخ أحمد شقيقان كبيران، إبراهيم وعلي، حيث كان يشرفان على إمبراطورية أبيهما في مجال الكهرباء، المعروفة الآن باسم الشركة السعودية للكهرباء.
تلقى أحمد تعليما منزليا في أحد قصور عائلته في وسط مكة، وذلك من قبل مجموعة مختارة من علماء المالية والتجار. كان أحمد مهتمًا بشكل خاص بموضوع جلب الشركات الدولية إلى السوق المحلية. بعد فترة وجيزة من تحصيله للمعارف اللازمة، شرع في رحلة لتقديم الشركات متعددة الجنسيات إلى المملكة العربية السعودية.
أطلق أحمد العديد من المبادرات والبرامج التي تستمر في خدمة مختلف قطاعات المجتمع والمشاركة في التنمية الإنسانية داخل وخارج الشرق الأوسط والبلدان الإسلامية المجاورة. كان أحمد يجيد ثلاث لغات: العربية والإنجليزية والألمانية. ويُذكر أنه درس اللغة الألمانية في شبابه لأنه كان يحمل معه دائمًا قاموسًا ألمانيًا.
أسس أحمد الجفالي مجموعة الجفالي رفقة أخويه إبراهيم وعلي. قام أحمد ببناء مبنى مكاتب جديد لامع في وسط أرض صحراوية في جدة بالمملكة العربية السعودية.

## حياته الشخصية
كان للشيخ أحمد زوجة واحدة وثلاثة أبناء وابنة واحدة. تزوج من سعاد بنت إبراهيم الحسيني في أوائل سبعينيات القرن الماضي من عشيرة الحسيني. تقوم سعاد حاليًا بالمساهمات الخيرية المختلفة. والأبناء هم:
- وليد الجفالي
- خالد الجفالي
- طارق الجفالي
- مها الجفالي

## وفاته
في 20 يوليو 1994، توفي الشيخ أحمد الجفالي على البحر البلياري في يخته الجديد 48 متر "TATASU"، بعد نوبة قلبية مفاجئة. ثروته الآن في ملك ابنه، خالد الجفالي.